# Allegoria di Ercole
L'Allegoria di Ercole è un dipinto a olio su tela (143x144 cm) di Dosso Dossi, databile al 1535 circa e conservato presso gli Uffizi, a Firenze.

L'opera, a causa del soggetto incerto, è nota anche con i titoli Bambocciata e Stregoneria.

## Storia
L'opera venne acquistata a Siena da Giannotto Cennini per conto del cardinale Leopoldo de' Medici, che lo ricevette nel 1665. L'inventario parla di un «quadro con i ritratti dei buffoni dei duchi di Ferrara». Una tale soggetto, caricaturale e satirico, è compatibile solo con una commissione diretta di Ercole II d'Este, che si fece rappresentare ironicamente come il "vecchio Ercole" a cui fa riferimento il titolo.
L'attribuzione al Dossi è indiscussa, con una datazione all'ultima fase. Tuttavia fonti antiche e alcuni storici dell'arte ritengo che il fratello Battista sia intervenuto in alcune parti secondarie del dipinto. 

## Descrizione e stile
L'opera è nota anche con i titoli di Bambocciata (Mendelsohn) o stregoneria (Roberto Longhi), a confermare l'incertezza sul soggetto che rappresenta. Fu Felton Gibbon a ipotizzare che si trattasse di una trasposizione del tema dell'Ercole al bivio, cioè una rappresentazione allegorica dell'eroe davanti alla scelta tra una vita difficile ma virtuosa o una sperperata nella facile dissolutezza. Calvesi infine parlò di un'allegoria di Bacco e del suo seguito, leggendo vari simboli bacchici sparsi nella tela.
Ercole, alludendo al vecchio duca, è rappresentato in primo piano come un vecchio seminudo con una ghirlanda di rose in testa e reggente due sfere, una vicina a sé e una trainata con una cordicella che passa attraverso: un'allusione al suo reggere lo Stato da vicino e da lontano, accompagnato da buffoni e donne lascive.
Sicuramente l'artista era interessato a rappresentate una galleria di personaggi grotteschi, ispirato dalla pittura di genere nordica. La scena si svolge in un interno scuro, di ascendenza lombarda, dietro un parapetto su cui sono appoggiati alcuni simboli di non facile interpretazione: due baccelli, un piattino con del formaggio piccante e un coltellino, una gazza ladra (Pica pica) e un ramo di ciliegio, carico di frutti. Si tratta probabilmente di salaci allusioni erotiche, "piccanti" appunto.
A una tavola su cui è posato un esotico tappeto si svolge un allegro convivio tra vari commensali. Al centro un giovane riccamente vestito, che regge un arcolaio da cui spunta un rametto di sambuco: si tratta di un riferimento a una vicenda di Ercole che fu costretto a camuffarsi vestito da donna e filare per amore di Onfale. A destra da due cortigiane con un'elaborata cuffia in testa, secondo la moda del tempo, una delle quali ha il seno scoperto e regge un cesto di frutta, vicino a una maschera (simbolo dell'amore sensuale) e un tamburello.
In secondo piano si allineano quattro personaggi maschili: un uomo dai capelli bianchi che guarda di tre quarti verso lo spettatore vicino a una capra (simbolo di lascivia), un uomo maturo di profilo e due inservienti, uno dei quali sembra reggere il cagnolino bianco di una delle donne. Tutti sembrano coinvolti nell'osservare il gioco dell'uomo anziano. I volti sono spesso rubicondi, con fisionomie cariche, quasi caricaturali.
La tavolozza predilige i toni rossastri e bruni, che ben si addicono all'atmosfera un po' torbida dell'opera. L'atmosfera umida e ombrosa è rischiarata da un raggio di luce che si posa, guarda caso, proprio sul seno della donna scollacciata.